# Sabana i praderies de Terai-Duar
La praderia i sabana de Terai-Duar és una estreta ecoregió de terres baixes a la base de l'Himàlaia, d'uns 25 km d'ample i una continuació de la plana del Ganges. És col·loquialment anomenada Terai a la conca del Ganges a l'est del Nepal, també Duars a Bengala Occidental, Bangladesh, Bhutan i Assam a l'est del riu Brahmaputra. Les praderies més altes del món es troben en aquesta ecoregió i són ensems les més amenaçades i rares de tot el món.

## Ubicació i descripció
Aquest bioma tropical i subtropical s'estén des de l'oest de Bhutan fins al sud del Nepal, cap a l'oest fins a Banke, cobrint les valls de Dang i Deukhuri al llarg del riu Rapti i les valls índies de Bhabar i Doon. Els extrems creuen la frontera en els estats de l'Índia d'Uttar Pradesh i Bihar. Les zones oriental i central són més humides que l'extrem occidental.

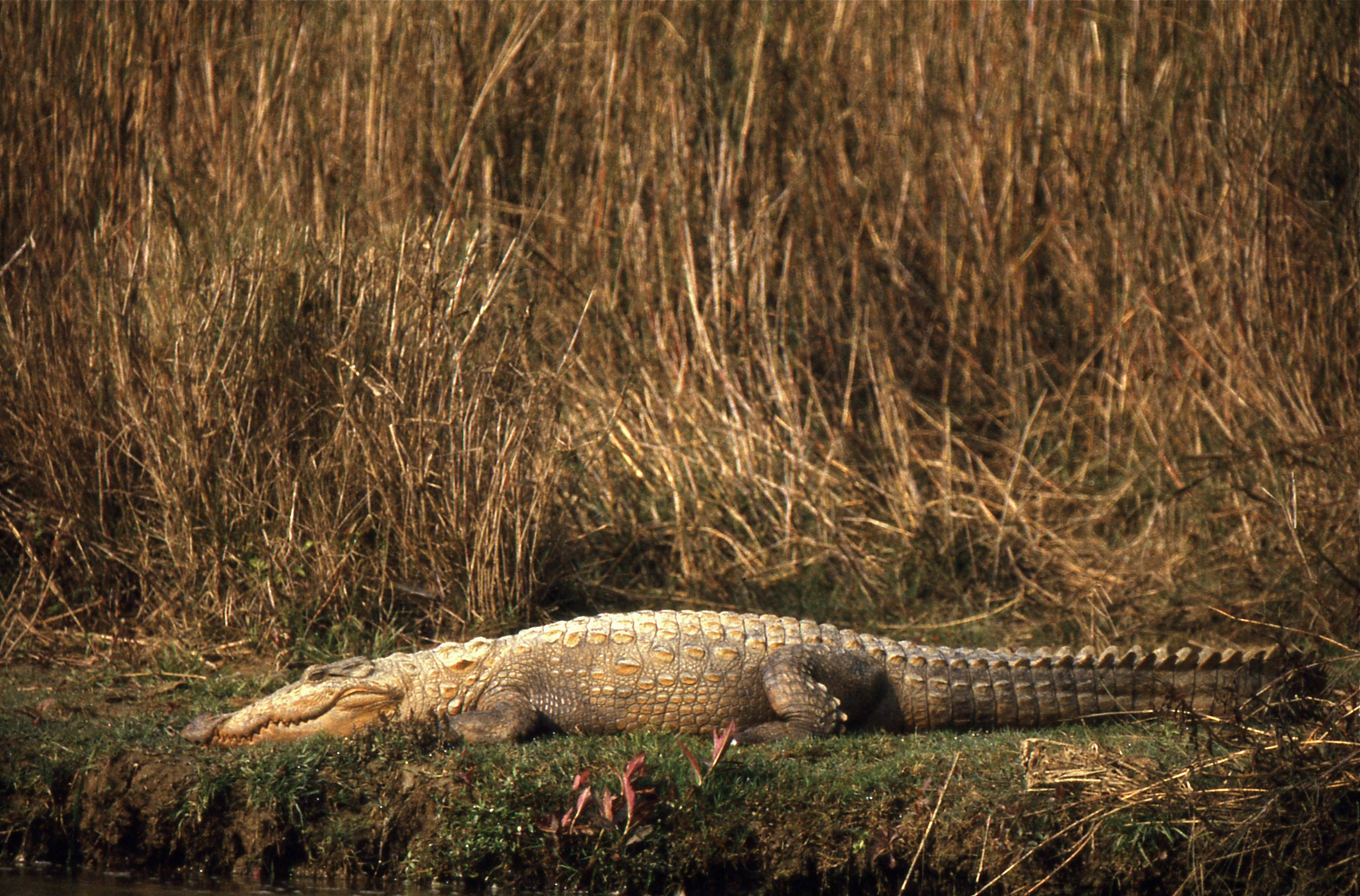
Cocodril de marjal, Crocodylus palustris, en el riu Rapti, Terai

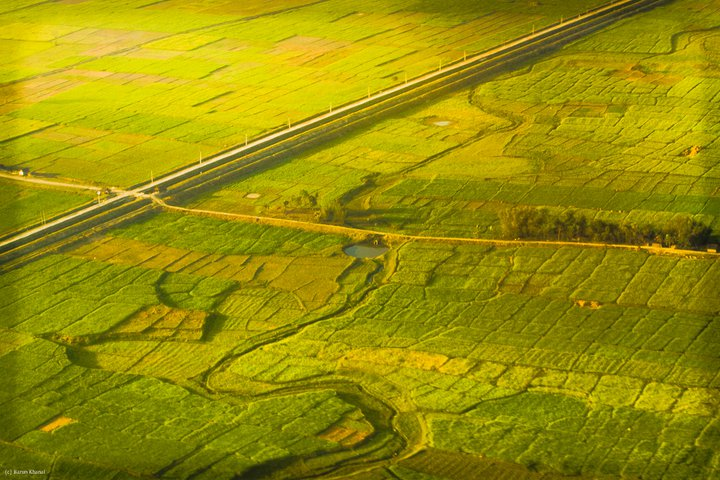
Meandres i braços de riu transformats en cultius

Al Nepal, els aiguamolls de la Reserva de Vida Silvestre Koshi Tappu, Beeshazar Tal (aiguamolls de meandres abandonats) a la zona d'amortiment de el Parc Nacional de Chitwan, l'embassament de Jagdishpur i el Ghodaghodi Tal són els llocs Ramsar designats en l'ecoregió. La reserva de fauna de Sukla Phanta és la més extensa zona de pastura contínua de Nepal.

## Flora
La sabana i les praderies Terai-Duar són un mosaic d'altes praderies de ribera, sabanes i boscos de fulla perenne i caducifolis, segons la qualitat del sòl i la quantitat de pluja que rep cada zona.

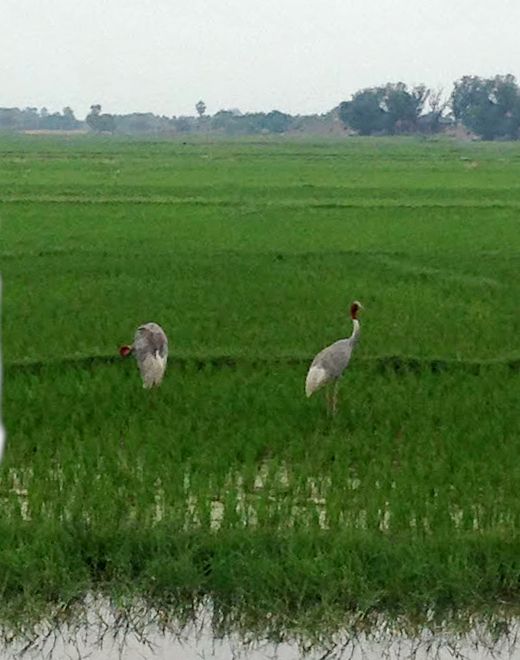
Grua sarus entre arrossars de Terai

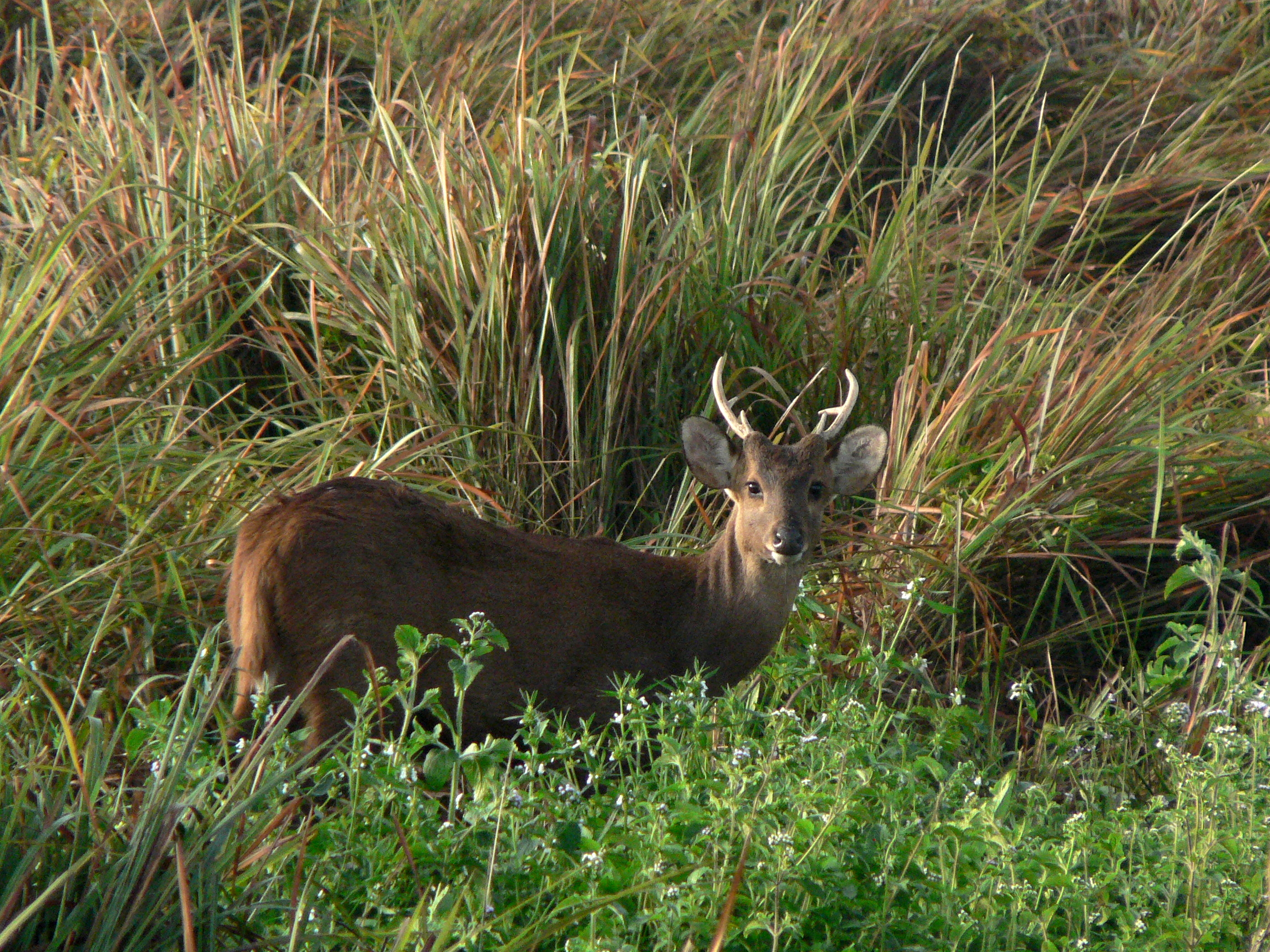
Individu del gènere Hyelaphus entre altes herbàcies pratenques en Terai, Kaziranga, Assam

Les praderies de la regió de Terai al Nepal es troben entre els més alts del món, i són mantinguts per sediments dipositats per les inundacions monsòniques anuals. Les herbes importants són l'herba baruwa i kans (Saccharum spontaneum), que s'estableix ràpidament després del retrocés de les aigües monsòniques. A les zones més muntanyoses, l'arbre dominant és el sal (Shorea robusta), que pot créixer fins a una alçada de 45 m. El cinturó també conté un bosc caducifoli tropical de ribera que inclou Mallotus philippensis, jamun, Bombax ceiba, Trewia nudiflora i Garuga pinnata.

## Fauna

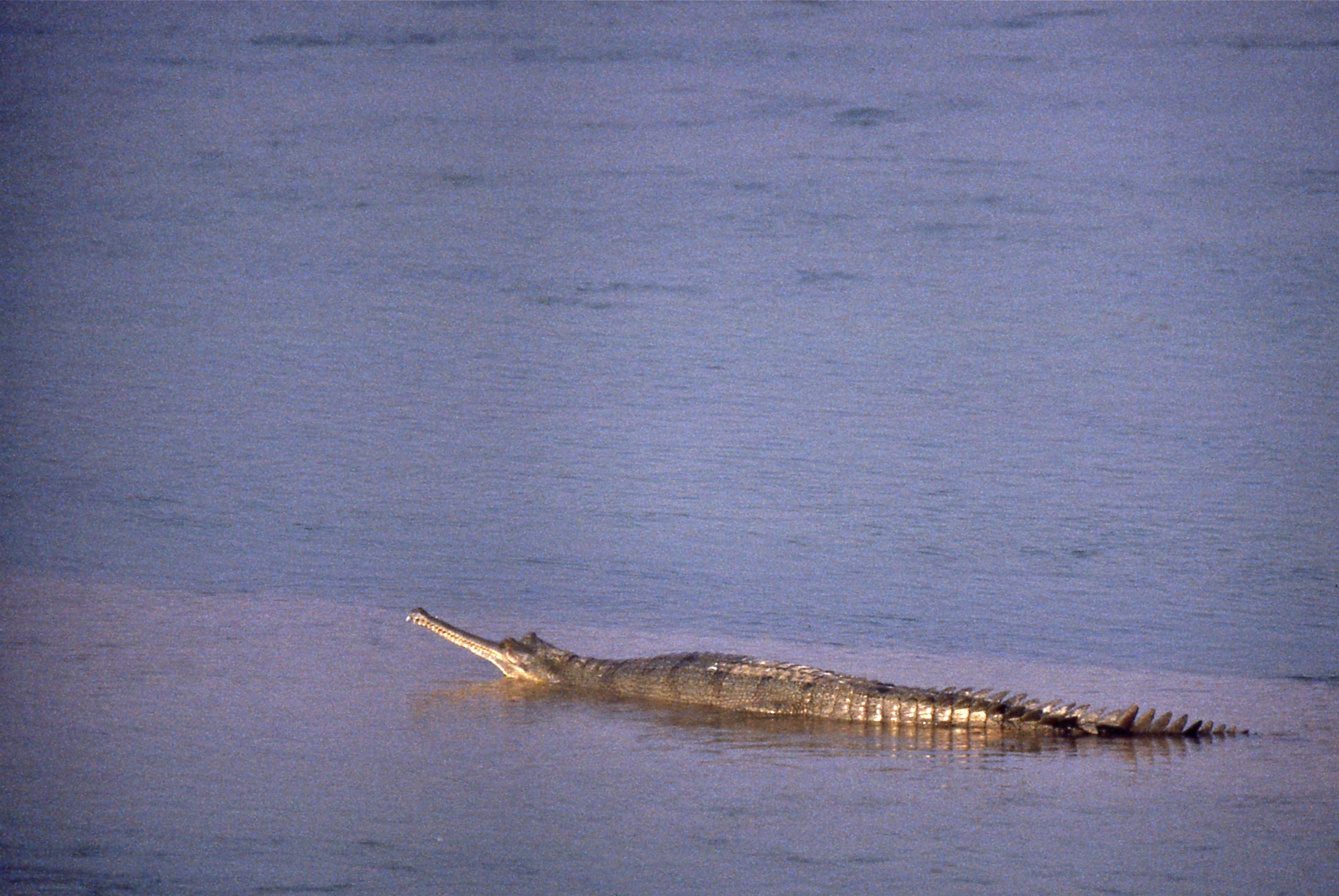
Gavial entre aigües poc profundes

L'ecoregió és un hàbitat per a un gran nombre d'espècies de mamífers i aus. Destaquen la gran quantitat dels amenaçats rinoceronts de l'Índia i els tigres de Bengala, així com d'elefants asiàtics, ossos morruts i Panthera pardus fusca. Al parc nacional de Chitwan al Nepal, es van observar més de 400 rinoceronts el 2008 i es van registrar 125 tigres adults durant una guaita realitzada de desembre de 2009 a març de 2010, que va abastar 1.261 km².
El parc nacional de Bardia del Nepal i la reserva de vida salvatge de Sukla Phanta i els parcs nacionals de l'Índia Valmiki i Dudhwa acullen prop de 100 tigres. Chitwan, juntament amb el Parc Nacional Parsa adjacent, tenen una importància cabdal, especialment per als tigres i la pantera nebulosa. Els animals de pastura de les praderies inclouen cinc espècies de cérvols, barasingha, sambar, axis, cérvol porquí i muntjac juntament amb quatre grans animals de pasturatge, l'elefant asiàtic, rinoceront, gaur i nilgau. Els mamífers en perill d'extinció que es troben aquí inclouen el búfal d'aigua salvatge (Bubalus arnee) i el conill d'Assam gairebé endèmic (Caprolagus hispidus).
Les pastures també alberguen diversos rèptils, incloent el gavial, el cocodril i les tortugues de closca tova.

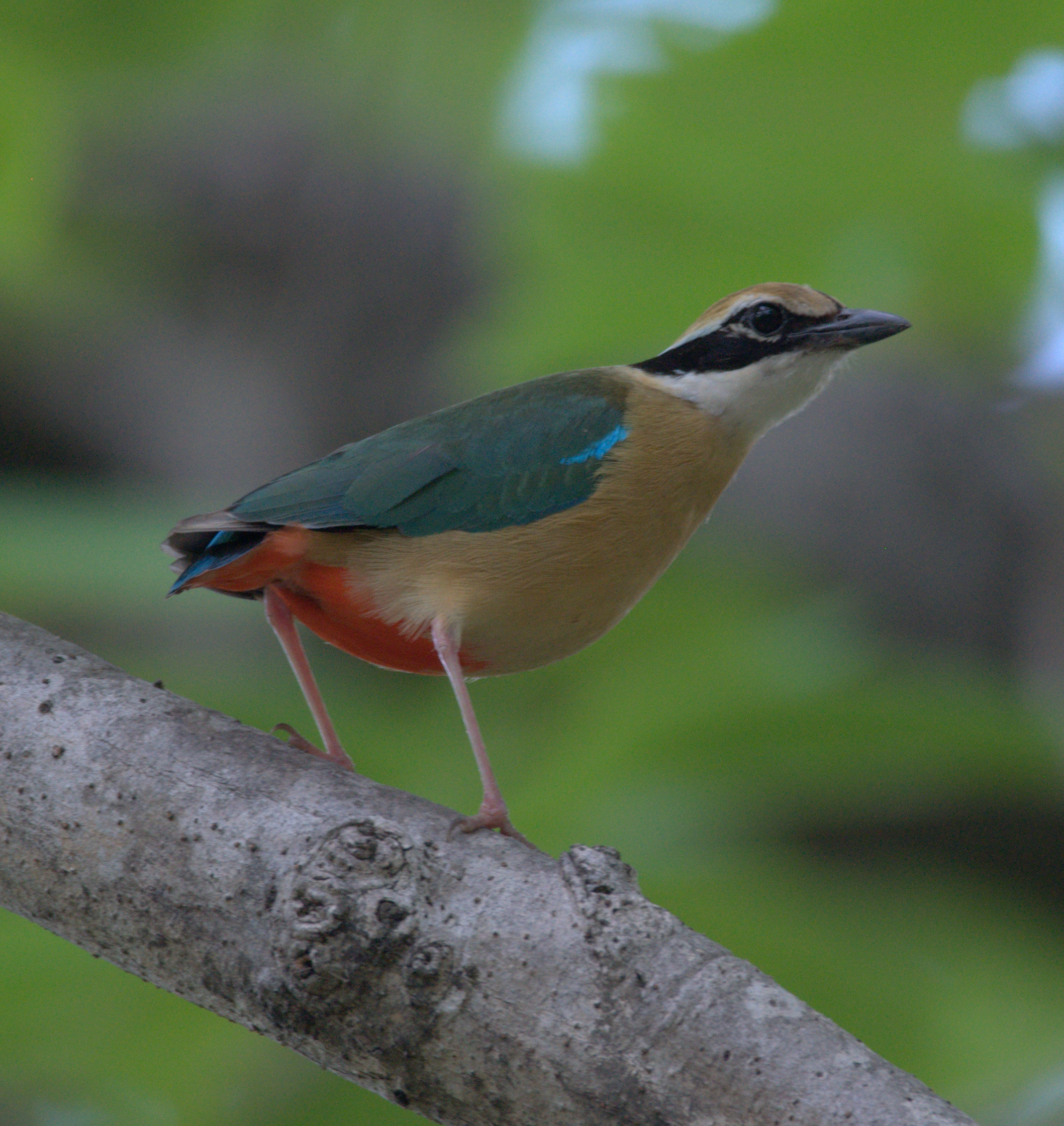
Pita indi, Pitta brachyura. Ocell del Terai fotografiat en Uttarakhand

Les praderies cobreixen parcialment dues àrees d'ocells endèmics internacionals (Endemic Bird Areas-EBA) de BirdLife, l'EBA de l'Himàlaia central a l'oest del Nepal i l'EBA de l'extrem occidental de les Planes d'Assam al sud de Bhutan. Hi ha tres espècies d'ocells gairebé endèmiques, entre les quals hi ha la vulnerable guatlla de Manipur (Perdicula manipurensis). Les 44 espècies d'aus amenaçades i en declivi de les praderies inclouen el sisó de Bengala (Houbaropsis bengalensis), el sisó emplomallat (Sypheotides indica), la grua sarus (Grus antigone) i camperol de Bengala (Graminicola bengalensis).

## Amenaces i conservació

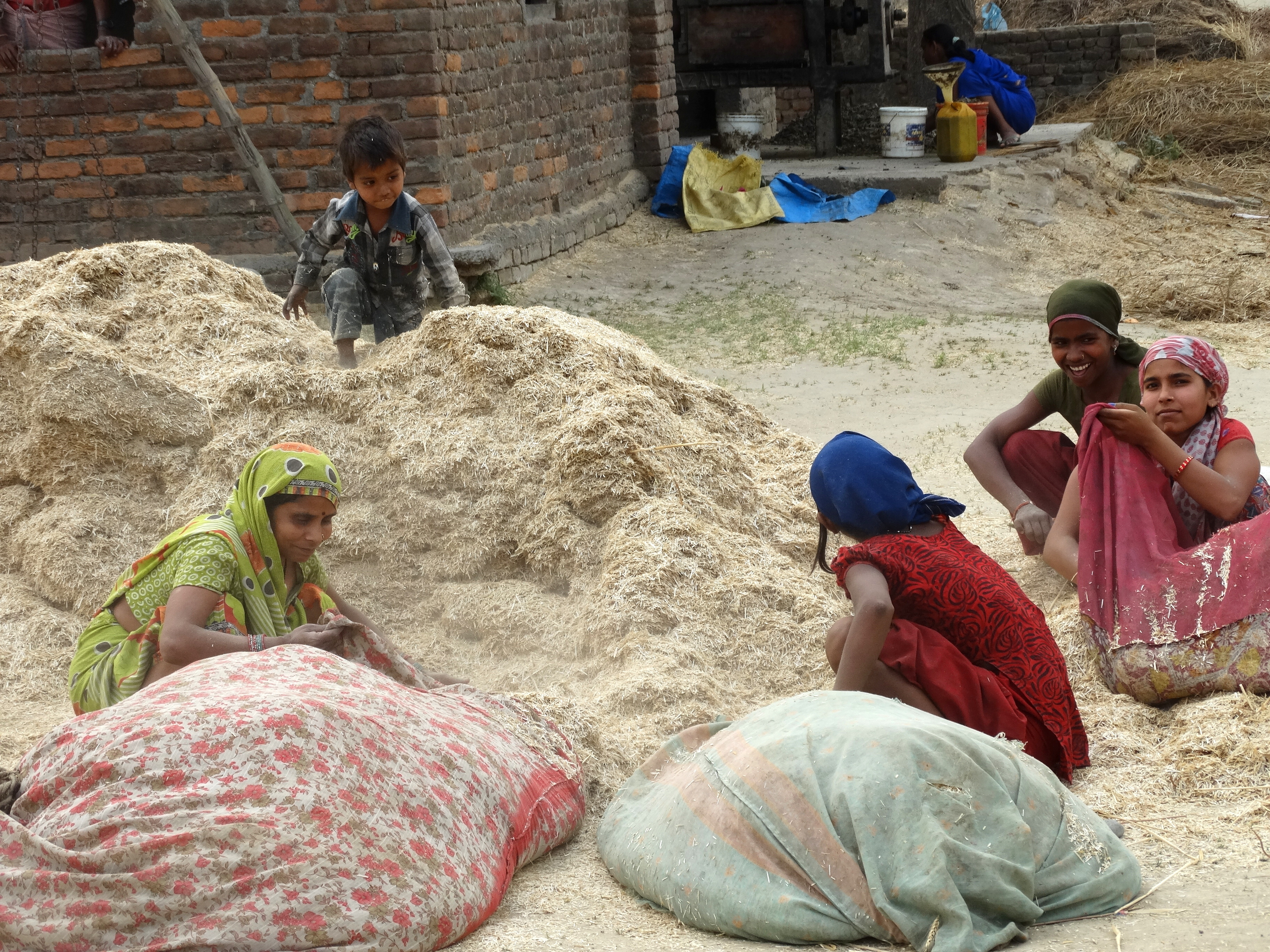
Dones ensacant gra de blat en Lumbini, Terai, Nepal

Tot i que la densitat de població ha estat baixa, ara creix, sobretot al cinturó del sud de Terai i gran part de l'ecoregió s'ha convertit en terres de conreu des que es va tallar el bosc per a la fusta, tot i que els parcs nacionals de la reserva salvatge de Sukla Phanta, Chitwan, Bardia i Dudhwa. Alguns dels quals abans eren terres de caça reials, conserven importants seccions d'hàbitat i alberguen algunes de les majors concentracions de rinoceront i tigre que queden al sud d'Àsia. Les àrees de praderies altes, especialment reduïdes per a les terres de conreu, tenen una importància especial per a la conservació. Mentrestant, el bosc restant es troba principalment al cinturó més sec, amb alguns pegats forestals al parc nacional de Chitwan.